# Isonychus unicolor
Isonychus unicolor är en skalbaggsart som beskrevs av Blanchard 1850. Isonychus unicolor ingår i släktet Isonychus och familjen Melolonthidae. Inga underarter finns listade i Catalogue of Life.